# Giardino botanico Maria Ansaldi Pania di Corfino
Il Giardino Botanico "Maria Ansaldi" Pania di Corfino si trova ai piedi della Pania di Corfino nel Parco nazionale dell'Appennino Tosco-Emiliano, a poca distanza dal Centro visitatori del Parco dell'Orecchiella. Situato a 1370m, al di sopra di una faggeta, è facilmente raggiungibile a piedi o in auto dal sottostante rifugio Isera Orecchiella. Inserito nell'elenco degli Orti Botanici Italiani, il Giardino ha lo scopo di raccogliere e preservare la flora dell'Appennino lucchese, della Garfagnana e delle Alpi Apuane e al suo interno ospita circa 400 specie vegetali spontanee.

## Storia
Nell'estate del 1984, su iniziativa della Comunità Montana della Garfagnana, partirono i primi lavori per la costruzione dell'Orto Botanico Pania di Corfino. L'area prescelta venne individuata secondo criteri non prettamente botanici ma piuttosto tenendo conto della panoramicità e suggestività del luogo: l'orto si trova infatti sotto gli imponenti contrafforti rocciosi della Pania di Corfino e in posizione panoramica sulla Valle del Serchio e su l'intera catena delle Alpi Apuane. Il suolo di tipo esclusivamente calcareo e la difficoltà di reperimento dell'acqua posero alcune sfide progettuali per l'inserimento di quelle specie vegetali legate ad esempio alle zone umide o a suoli di tipo acido. Queste difficoltà vennero superate con la sostituzione del terreno originario e riporto di altro di natura acida su una piccola porzione dell'area e con la messa in opera di un sistema di conduzione delle acque che da un deposito preesistente vennero convogliate in due piccoli invasi artificiali creati nell'Orto. In questo modo fu possibile ricostruire quelle situazioni edafiche più idonee per le specie delle brughiere e delle zone umide di altitudine.
Nel 1984 è entrato a far parte dell'AIGBA.
Nel 1989, grazie alla collaborazione con l'Università di Pisa, è stato attivato il servizio di visite guidate condotte da studenti, laureandi e laureati delle Facoltà di Scienze Naturali, Biologiche e Forestali. Sempre in questi anni furono installate una stazione termo-udopluviometrica per il monitoraggio meteorologico, gestita da ARPAT e dalla locale ASL e, in collaborazione con l'Istituto Italiano di Idrobiologia del CNR di Pallanza, un campionatore per il prelievo delle deposizioni umide dell'atmosfera (ora non più attivo), con l'obiettivo di monitorare l'entità delle precipitazioni acide in questo territorio e i loro effetti sulle zone boschive circostanti. Al tempo la stazione meteorologica, anch'essa ora non più operativa, risultava essere quella posta a quota più alta per l'intera provincia di Lucca.
Nel 1994 è stato realizzato il settore dell'Hortus sanitatis che ospita alcune piante utilizzate nella medicina popolare della provincia di Lucca.
Nel 1997, con l'avvio del progetto "Phenagri: fenologia per l'agricoltura" del Ministero delle Politiche Agricole e Forestali, è stato istituito un giardino fenologico (non più attivo) per lo studio degli effetti del clima sullo sviluppo di piante clonate dalla stessa pianta madre, secondo la differenza di latitudine e altitudine. L'Orto è entrato così temporaneamente a far parte della RETE GFI (Rete Giardini Fenologici Italiani).
Nel 2010 il Giardino è stato oggetto di interventi di ripristino, che hanno interessato tutti  i suoi settori che, nel corso degli anni, avevano perso la specificità originaria. Sono inoltre state realizzate due nuove collezioni: l'Orto fitoalimurgico e gli arbusti a frutto carnoso.

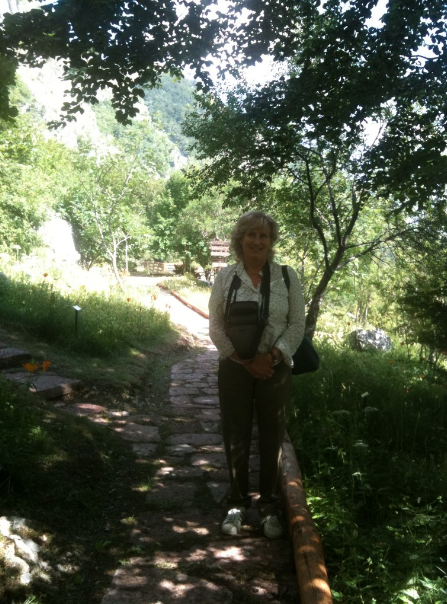
Maria Ansaldi all'interno del Giardino Botanico

Nel 2014 il Giardino è stato intestato alla botanica massese Maria Ansaldi (1959-2013). Ansaldi lavorò presso l'Università degli Studi di Pisa dove condusse studi floristici e vegetazionali, di conservazione della biodiversità e del germoplasma vegetale. Fu curatrice degli Orti Botanici delle Alpi Apuane e della Pania di Corfino. Membro della Società Botanica Italiana, dell'Associazione Italiana Giardini Botanici Alpini, del Gruppo Italiano per la ricerca sulle Orchidee Spontanee e di numerose altre associazioni anche internazionali, a lei si deve la descrizione di due nuove specie del genere Pinguicula endemiche delle Alpi Apuane e la pubblicazione di libri riguardanti la flora delle stesse e del Parco dell'Orecchiella.
Nel 2022 il Giardino è stato oggetto di ampliamento, andando ad aumentare la piccola superficie già esistente dedicata alla faggeta. Tale settore è stato dedicato al Geom. Fabio Lucchesi.

## I settori
Le circa 400 specie vegetali presenti, siano esse comuni o rare e a rischio di scomparsa, sono suddivise in sezioni specifiche create secondo criteri corologici piuttosto che tassonomici, e vanno a ricreare la vegetazione di alcuni ambienti tipici di queste zone. I settori, seppur realizzati in scala ridotta, sono esemplificativi delle condizioni naturali.
I settori presenti nel Giardino botanico  sono i seguenti:
- pascoli montani
- faggeta
- laghetti
- torbiera
- macereto
- rupe calcarea
- brughiera
- arboreto
- Hortus sanitatis
- orto fitoalimurgico
- arbusti a frutto carnoso.

## Le collezioni
Diverse specie erbacee, arbustive ed arboree presenti nel Giardino si trovavano già naturalmente all'interno di questo all'atto della sua creazione. Negli anni le collezioni sono state incrementate grazie a missioni di ricerca sul territorio per la ricerca di specie ritenute significative da propagare tramite raccolta semi o per via vegetativa.
Tra le specie da menzionare c'è sicuramente la Peonia - Paeonia officinalis L. assunta come simbolo del Giardino Botanico in quanto, localmente, la specie risulta relativamente frequente e offre vistose fioriture nel periodo primaverile.